# Ana Zirner

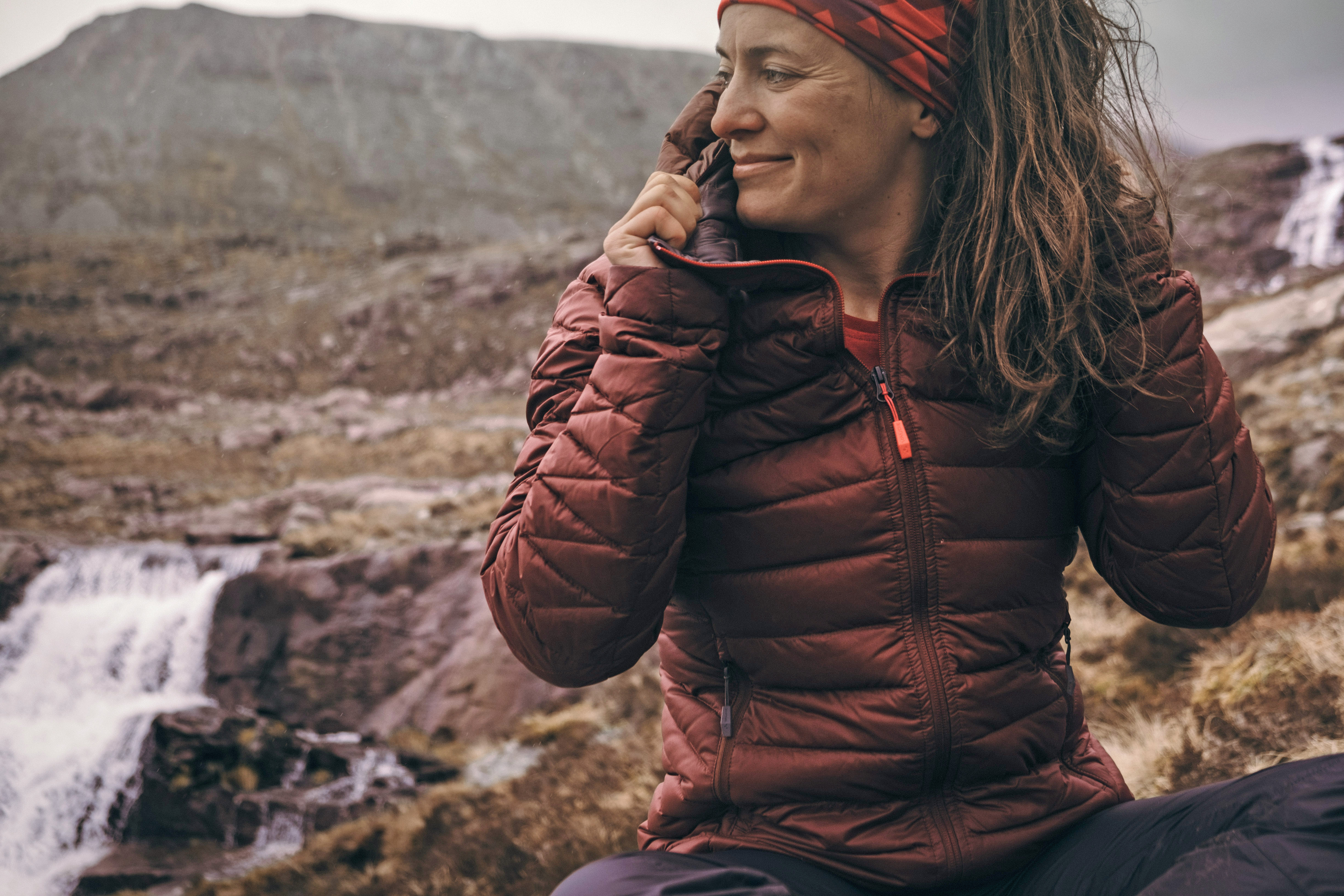
Ana Zirner (2016)

Ana Zirner (* 1983 in Starnberg) ist eine deutsche Autorin, Bergsportlerin, Film- und Theaterregisseurin sowie Kulturmanagerin.

## Leben
Ana Zirner ist die Tochter der Schauspieler August Zirner und Katlin Zsigmondy, ihre Brüder sind die Schauspieler Johannes und Leo Zirner, ihre Schwester Aurelia Zirner ist Geowissenschaftlerin. Ana Zirner wuchs im bayerischen Voralpenland in Aschau im Chiemgau auf.
Zirner studierte Islamwissenschaft und Politikwissenschaften an der Freien Universität Berlin. In Berlin studierte sie außerdem bis 2008 Filmregie. Anschließend absolvierte sie bis 2012 ein Studium der Theaterregie an der Essener Folkwang Universität der Künste, das sie mit dem Master abschloss. Während des Studiums war sie bereits als Regisseurin tätig und lebte auch in New York City und Madrid. Ihre Diplomproduktion Frühling und Hoffnung, eine dokumentarische Arbeit, für die Zirner im Iran Oppositionelle interviewte, gewann 2012 den Folkwang Preis für Darstellende Künste in der Kategorie Regie und wurde in der Folge auf zahlreichen internationalen Festivals aufgeführt.
2012 war sie in München Mitbegründerin des freien Performancekollektivs satellit produktion, das bis 2017 politisch-dokumentarische Tanz-Theater-Produktionen realisierte, die auch international tourten. 2015 erhielt satellit produktion den Kurt-Meisel-Förderpreis für ihr Theaterprojekt frei willig arbeiten. Als Theatermacherin war sie 2016 Stipendiatin des Internationalen Forums beim Berliner Theatertreffen.
Zirner war außerdem als Kulturmanagerin tätig. 2010 wurde sie in die Jury des „Theatertreffens NRW“ berufen. 2011 war sie Kuratorin des Programms Encounter für das internationale ITs Festival in Amsterdam. 2012 war sie Teil des Leitungsteams des Emergency Entrance-Festivals am Schauspielhaus Graz und leitete 2013 das Transport Festival am Pathos Theater in München. 2013 war sie dort außerdem im Leitungsteam tätig. Von 2014 bis 2015 war sie die persönliche Referentin des Intendanten Johan Simons an den Münchner Kammerspielen. Im Dezember 2017 schloss sie das berufsbegleitende Studium „Kuratieren in den szenischen Künsten“ an der Ludwig-Maximilians-Universität München ab.
Zirner engagierte sich in internationalen Netzwerken der Darstellenden Künste, z. B. im Europäischen Netzwerk für Junges Kino. 2011 wurde sie Mitglied des „international network for contemporary performing arts“ (IETM). Sie arbeitete für EU-Initiativen wie die „Culture Action Europe“. Mit europäischen Kulturmanagern arbeitete sie am Langzeitprojekt DUTY FREE (ex)changing Europe. 2014 wurde sie als Sprecherin zur „Kultur und Bildungsakademie“ des Goethe-Instituts nach Kiew eingeladen. 2015 wurde sie als Kulturmanagerin zum „Atelier for Young Cultural Managers“ der EFA Academy nach Beirut eingeladen.
In ihren Büchern beschreibt sie unter anderem ihre langen Solotouren. 2017 überquerte sie die Alpen von Ost nach West im Alleingang, 2018 folgten die Pyrenäen vom Mittelmeer zum Atlantik. 2019 begleitete sie, ebenfalls allein, den Colorado River (2.330 km) zu Fuß und mit dem Packraft von seinem Ursprung in den Rocky Mountains bis ans Meer in Mexiko. 2021 durchwanderte sie den georgischen Teil des Großen Kaukasus von Ost nach West. Sie unternimmt regelmäßig alpinistische Touren.
Neben ihrem 2018 veröffentlichten Buch Alpensolo, ihrem 2020 veröffentlichten Buch Rivertime und ihrem 2022 veröffentlichten Buch Wilde Berge, weites Land schreibt sie auch für Magazine und hält Vorträge sowie Lesungen. Als Bergwanderführerin (UIMLA/VDBS) ist sie vorrangig in den Alpen tätig.
Zirner engagiert sich für Klimaschutz. Sie ist Mitglied in der Riders Alliance von Protect Our Winters (POW) Germany, die sich beispielsweise bei Veranstaltungen in Schulen für Aufklärung zum Thema Klimawandel einsetzt.

## Werke

### Bücher
- Rivertime - Allein auf dem Colorado von den Rocky Mountains bis nach Mexiko. Piper Verlag, München 2020, ISBN 978-3-89029-531-2.
- Alpensolo – Sechzig Tage und Nächte unter freiem Himmel. Piper Verlag, München 2018, ISBN 978-3-89029-512-1
- Tag und Nacht unter freiem Himmel. In: The Travel Episodes. Malik National Geographic. München 2019, ISBN 978-3-492-40500-3
- Wilde Berge, weites Land – Von Ost nach West durch den Kaukasus. Piper Verlag, München 2022, ISBN 978-3-89029-562-6
- mit August Zirner: Ella und Laura. Von den Müttern unserer Väter. Piper Verlag, München 2021, ISBN 978-3-492-07040-9

### Theaterproduktionen
- brothers in arms, Schwere Reiter München, 2015[8]
- HIATUS, Tanz-Theater-Performance, Schwere Reiter München, 2015
- frei willig arbeiten, Residenztheater München, 2015
- Flammende Reden, brennende Plätze, Landestheater Niederösterreich, 2016[9]
- Privacy, Tanz-Theater-Performance, Galerie der Künstler, München, 2016
- glauben, Tanz-Theater-Performance, Landestheater Schwaben, 2017[10]